# Tom Walkinshaw
Tom Walkinshaw (ur. 17 listopada 1950 na farmie Mauldslie w pobliżu Penicuik, zm. 12 grudnia 2010) – były brytyjski kierowca wyścigowy i twórca zespołu wyścigowego Tom Walkinshaw Racing. Jest także właścicielem zespołu Gloucester Rugby grającego w angielskiej lidze rugby union.

## Życiorys

### Kariera kierowcy wyścigowego
Walkinshaw rozpoczął ściganie w 1968 roku za kierownicą MG Midget, a następnie ścigał się w kilku seriach Formuły Ford. W 1970 wystartował w brytyjskiej Formule 3 za kierownicą Lotusa, a następnie fabrycznego Marcha. Karierę kontynuował następnie w Formule 2 i Formule 5000.
W 1974 Ford zatrudnił Walkinshawa jako kierowcę Forda Capri w serii British Touring Car Championship. Już w pierwszym roku Walkinshaw zwyciężył w swojej klasie. Od 1976 kontynuował karierę wyścigową w barwach własnego zespołu TWR.
W 1984 zdobył tytuł mistrzowski w europejskiej serii wyścigów samochodów turystycznych za kierownicą Jaguara XJS. W 1985 połączył siły z Jaguarem i wspólnie wystawili 3 samochody w australijskim wyścigu wytrzymałościowym Bathurst 1000. Jeden z tych samochodów wygrał wyścig (kierowcy John Goss i Armin Hahne), natomiast sam Walkinshaw w parze z Winem Percy ukończyli zawody na trzecim miejscu.
Tom Walkinshaw zakończył karierę wyścigową po sezonie 1988 aby skoncentrować się na zarządzaniu rozrastającą się grupą TWR.

### Tom Walkinshaw Racing
W 1975 Walkinshaw założył grupę Tom Walkinshaw Racing (TWR), która zajmowała się projektowaniem i budową samochodów wyścigowych oraz sportowych. Na przełomie lat 70. i 80. XX wieku TWR startował w seriach wyścigów samochodów turystycznych. Następnie wystartował w kategorii samochodów sportowych – World Sportscar Championship. W ciągu sześciu lat zespół dwukrotnie wygrał 24h Le Mans i trzykrotnie zdobył mistrzostwo świata.
W 1991 Walkinshaw został zatrudniony jako główny inżynier zespołu Benetton Formula. Był odpowiedzialny za zatrudnienie w zespole Michaela Schumachera, a w 1994 roku zdobył z tym zespołem mistrzostwo świata Formuły 1. W tym samym roku zespół Benettona był podejrzewany o niedozwolone rozwiązania techniczne, a w toku śledztwa badana była m.in. rola w tym Walkinshawa.
W 1995 Walkinshaw nabył 50% akcji zespołu Ligier od dyrektora Benettona Flavio Briatore. Jego zamierzeniem było całkowite przejęcie zespołu, ale nie był w stanie go wykupic w 100% dlatego ostatecznie wycofał się z tego interesu. W zamian za to zakupił zespół Arrows i udało mu się zrekrutować do niego ówczesnego mistrza świata – Damona Hilla.
W 1997 grupa TWR zatrudniała 1500 pracowników w Wielkiej Brytanii, Szwecji, Australii i Stanach Zjednoczonych. W 2002 jednak została postawiona w stan likwidacji po problemach finansowych zespołu Arrows.
W tej sytuacji australijska część grupy TWR startująca w wyścigach V8 Supercars została wykupiona przez Holdena. Przepisy serii zabraniały jednak producentom samochodowym bezpośrednio posiadać zespoły wyścigowe, więc zespół został podzielony na dwie części: Holden Racing Team oraz HSV Dealer Team i odsprzedany. HRT nabył Mark Skaife, główny kierowca zespołu, a HSVDT John i Margaret Kelly, rodzice kierowców Ricka i Todda. W 2005 Tom Walkinshaw powrócił do australijskiej serii V8 Supercars i ponownie rozpoczął współpracę ze swoimi dawnymi zespołami poprzez nową firmę – Walkinshaw Performance. W 2006 Walkinshaw Performance wykupił małą australijską firmę produkującą samochody sportowe – Elfin Sports Cars. W 2007 Walkinshaw Performance nabył 50% akcji zespołu Holden Racing Team, a w 2008 przejął go w pełni. W sezonie 2009 zadebiutował zespół Walkinshaw Racing, stworzony na bazie rozwiązanego HSV Dealer Team.